# Communauté de communes du Roumois Nord
La communauté de communes du Roumois Nord est une ancienne communauté de communes française située dans les départements de l'Eure pour la majorité des communes et de la Seine-Maritime (Mauny) et dans la région Normandie.

## Histoire
Supplantée le 1er janvier 2017 par la communauté de communes Roumois Seine.

## Composition
Elle regroupait les communes suivantes :
| Nom                        | Code Insee | Gentilé          | Superficie (km2) | Population (dernière pop. légale) | Densité (hab./km2) |
| -------------------------- | ---------- | ---------------- | ---------------- | --------------------------------- | ------------------ |
| Bourg-Achard (siège)       | 27103      | Achard-Bourgeois | 12,32            | 3 405 (2014)                      | 276                |
| Barneville-sur-Seine       | 27039      | Barnevillais     | 8,77             | 498 (2014)                        | 57                 |
| Bosgouet                   | 27091      | Bosgouérois      | 9,55             | 648 (2014)                        | 68                 |
| Bouquetot                  | 27102      | Bouquetotois     | 13,07            | 1 092 (2014)                      | 84                 |
| Caumont                    | 27133      | Caumontais       | 6,00             | 1 018 (2014)                      | 170                |
| Cauverville-en-Roumois     | 27134      | Cauvervillais    | 3,24             | 241 (2014)                        | 74                 |
| Étréville                  | 27227      | Étrévillais      | 11,23            | 661 (2014)                        | 59                 |
| Éturqueraye                | 27228      | Sturcretins      | 6,72             | 277 (2014)                        | 41                 |
| Hauville                   | 27316      | Hauvillais       | 14,69            | 1 299 (2014)                      | 88                 |
| La Haye-Aubrée             | 27317      | Aubriens         | 7,50             | 468 (2014)                        | 62                 |
| La Haye-de-Routot          | 27319      | Hayons-Routotois | 2,51             | 293 (2014)                        | 117                |
| Honguemare-Guenouville     | 27340      | Honguemarais     | 9,30             | 671 (2014)                        | 72                 |
| Le Landin                  | 27363      | Landinois        | 3,15             | 193 (2014)                        | 61                 |
| Mauny                      | 76419      | Maunyais         | 10,19            | 166 (2014)                        | 16                 |
| Rougemontier               | 27497      | Rubimonastériens | 11,96            | 1 002 (2014)                      | 84                 |
| Routot                     | 27500      | Routotois        | 6,61             | 1 499 (2014)                      | 227                |
| Saint-Ouen-de-Thouberville | 27580      | Thoubervillais   | 6,32             | 2 345 (2014)                      | 371                |
| La Trinité-de-Thouberville | 27661      | Trinitais        | 3,33             | 439 (2014)                        | 132                |
| Valletot                   | 27669      | Valletotais      | 5,79             | 372 (2014)                        | 64                 |

### Démographie
| 1999   | 2012   |
| ------ | ------ |
| 13 133 | 15 910 |